# Михаил Мјасникович
Михаил Уладзимиравич Мјасникович (блр. Міхаіл Уладзіміравіч Мясніковіч; село Нови Снов, 6. мај 1950) је био седми по реду премијер Белорусије. Постављен је 28. децембра 2010. године након председничких избора на којима је победу однео Александар Лукашенко. Претходно се налазио на положају председника Академије наука Белорусије. По занимању је инжењер.